# نامه‌دان

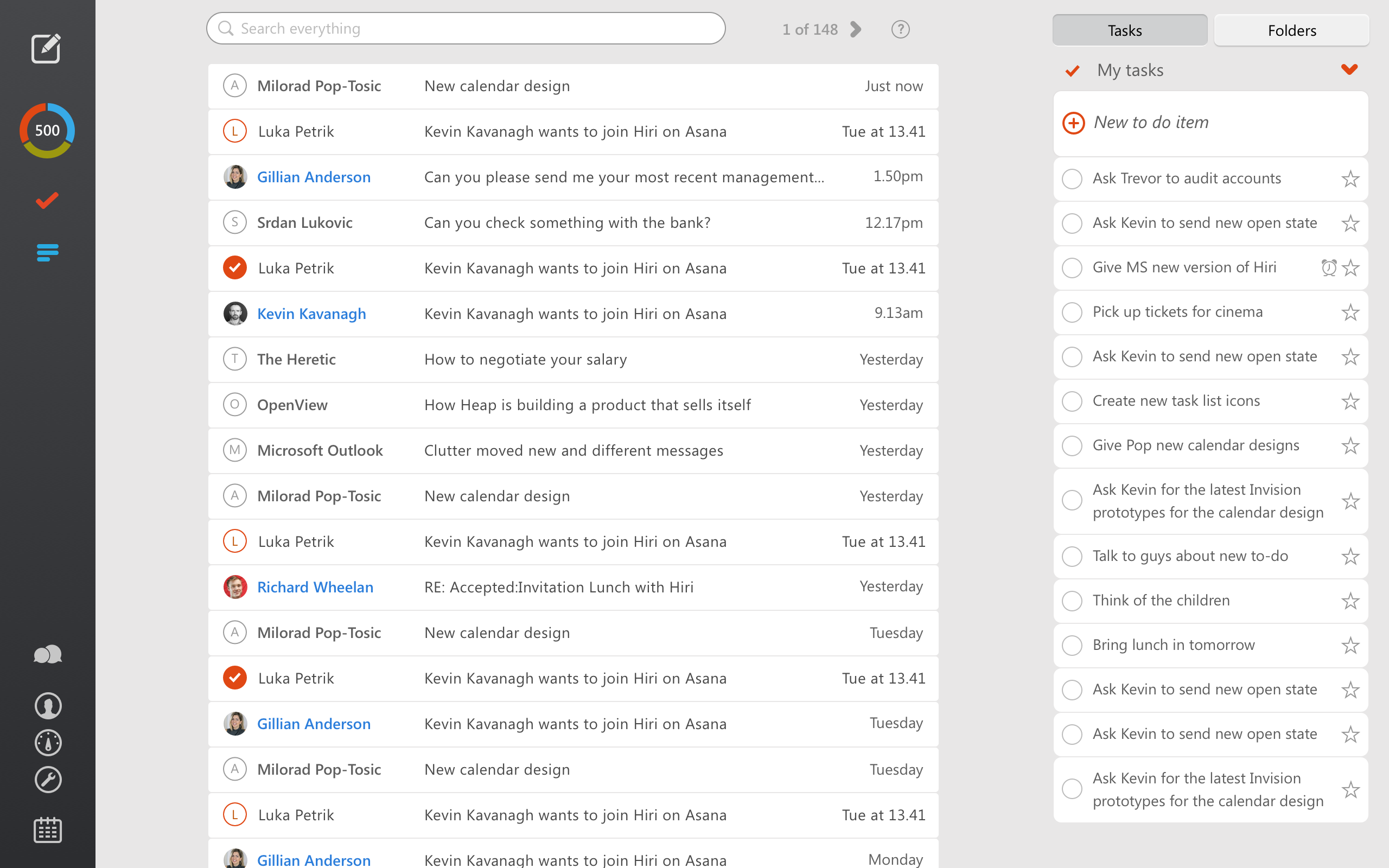
نامه‌دان

نامه‌دان (به انگلیسی: mail box یا email box) فضایی خصوصی در شبکه‌های رایانه‌ای است که همۀ رایانامه‌های صاحب نامه‌دان به طور پیش‌فرض
به آن می‌رسند و در آن نمایش داده می‌شوند. واژۀ نامه‌دان برابرنهادۀ فرهنگستان برای اصطلاح انگلیسی mail box است.

## منبع‌ها
1. ↑  «جست‌وجوی واژه‌های مصوب فرهنگستان». بایگانی‌شده از اصلی در ۴ دسامبر ۲۰۱۴. دریافت‌شده در ۲ نوامبر ۲۰۱۳.